# Friedrich Otto Wichmann
Friedrich Otto Wichmann (* 26. März 1763 in Naugard in Hinterpommern; † nach 1791) war ein deutscher evangelischer Theologe und Schulmann.
Wichmann wurde 1785 Rektor des Lyzeums zu Kolberg, 1787 Konrektor und gleichzeitig Professor am Gröningschen Kolleg zu Stargard in Hinterpommern. Dort wurde er 1791 zum Prof. prim. ernannt. In Stargard war er auch Pastor an der Johanneskirche.